# 佐藤優奈
佐藤 優奈（さとう ゆな、1998年9月11日 - ）は、日本の女子ラグビーユニオン選手。

## プロフィール
- 宮城県大崎市出身[1]。
- ポジションはロック(LO)。
- 身長 170cm、体重 75kg
- 弟の大地もラグビー選手[2](現・明治大学)。
- 女子日本代表キャップは10。（2022年11月現在）

## 略歴
古川ラグビースクールでラグビーを始めた。
2017年、石見智翠館高校卒業後、慶應義塾大学に入学。
2019年11月16日に行われたヨーロッパ遠征女子イタリア代表戦にて先発出場で女子日本代表初キャップを獲得した。
2020年、プロ野球始球式に上がった。
2021年、慶應義塾大学卒業。
2022年、ラグビーワールドカップ2021の女子日本代表に選ばれた。